# Панамериканская выставка (перевёртки)
Перевёртки «Панамериканская выставка» (англ. Pan-American inverts) — филателистическое название коммеморативных почтовых марок США (Sc #294a—296a) с ошибкой печати (перевёртка), номиналами в 1, 2 и 4 цента, выпущенных Почтовым департаментом США в 1901 году в связи с проведением Панамериканской выставки.

## История и описание
В рамках Панамериканской выставки, состоявшейся в Буффало в 1901 году, почтовое ведомство США выпустило серию из шести памятных марок. На каждой марке в орнаментальной цветной рамке было помещено чёрно-белое изображение некоторых средств скоростного транспорта того времени. В стандартном американском каталоге «Скотт» эти шесть марок имеют номера 294—299. Первым днём выпуска почтовых марок стало 1 мая 1901 года.
Двухцветная печать сделала возможными ошибки печати. Три номинала — 1, 2 и 4 цента — были напечатаны в листах, на которых центральное изображение было перевернуто относительно рамки. Перевёрткам присвоены следующие номера по каталогу «Скотт»: 294a, 295a и 296a, соответственно.
В то время как перевёртки номиналами в 1 и 2 цента попали в почтовые отделения случайно, перевёртка номиналом в 4 цента была преднамеренно напечатана в результате недоразумения и фактически никогда не поступала в продажу. После того как в середине 1901 года были обнаружены перевёртки номиналами в 1 и 2 цента, третий помощник почтмейстера Эдвин К. Мэдден (Edwin C. Madden) решил отследить любые дополнительные ошибки, и в конце лета его ассистент поручил Бюро гравировки и печати отправить любые перевёрнутые почтовые марки «Панамериканская выставка», имевшиеся у них в запасах, в офис Мэддена. Перевёрток фактически не осталось в наличии, и по установленному порядку Бюро следовало бы просто проинформировать Мэддена о том, что ни одной из них на складе уже нет. Однако, истолковав послание Мэддена как безусловное требование предоставить перевёртки, Бюро изготовило четыре листа 4-центовых марок с помощью соответствующиъ печатных пластин и отправило 400 экземпляров Мэддену. Затем примерно на половине марок пурпурно-красной краской было напечатано резиновым штампом слово «Specimen» («Образец»). В период с 1901 по 1904 год Мэдден раздал 172 4-центовых перевёртки в качестве подарков друзьям, коллегам и сыновьям (оставив также одну для себя), причем как с оттиском штампа, так и без него. Известие об этом вызвало обвинения Мэддена в неуместном поведении и привело к служебному расследованию со стороны генерального почтмейстера США, но обвинения с Мэддена были сняты, учитывая то, что это делалось им не за деньги. Из оставшихся экземпляров лист из 100 штук поступил в государственную коллекцию американских почтовых марок при Национальном почтовом музее в Вашингтоне. Позже куратор передал 97 перевёрток из этого листа филателистическим дилерам в обмен на экземпляры редких американских выпусков, отсутствовавших в коллекции музея. Что случилось с остальными 400 экземплярами этих перевёрток, неизвестно.

## Филателистическая ценность
Перевёртка номиналом в 1 цент встречается значительно чаще, чем остальные. Тем не менее каталожная цена комплекта из всех трёх перевёрток оценивается в 100 тысяч долларов США. При этом одиночная марка каждого номинала была продана на аукционе в апреле 2009 года на общую сумму $199 000, включая соответственно $19 000 за центовую марку и по $90 000 за две другие. При этом квартблоки перевёрток трёх номиналов были проданы на сумму $1 146 000 на том же аукционе при стоимости отдельных квартблоков $21 000, $800 000 и $325 000, соответственно. Экземпляры со штампом «Specimen» («Образец») на 4-центовой перевёртке сто́ят значительно дешевле, чем экземпляры без такого штампа.

## Память
В 2001 году к столетию данного выпуска перевёрток почта США выпустила почтовый блок (Sc #3505), который включал репродукции трёх перевёрток, а также четыре 80-центовые почтовые марки на основе сувенирной непочтовой марки, распространявшейся в 1901 году на Панамериканской выставке. Было напечатано четырнадцать миллионов экземпляров этого блока, что делает этот выпуск общераспространённым. Хотя эти марки в деталях и цвете являются точными копиями оригиналов, есть и отличие: в левом нижнем углу каждой марки указан год выпуска «2001».